# Chimtay
Chimtay Khan (... – 1360) è stato un condottiero e Khan mongolo.
Di stirpe reale e discendente diretto di Gengis Khan, fu patriarca di una linea di regnanti dell'Orda Bianca, dell'Orda Blu, e dell'Orda d'Oro.

## Biografia
Di lui pochissimo è noto; al Kuriltai dell 1344 fu eletto Khan dell'Orda Bianca, all'epoca in lotta con clan rivali dell'Orda Blu con cui si contendevano il potere. Benché l'Orda Blu vantasse stretti legami con l'Orda d'Oro, uno dei successori più potenti dell'Impero mongolo, Chimtay Khan probabilmente giocò un ruolo nel consolidamento o nella destabilizzazione dell'unità tra queste entità politiche.
Dalle scarse informazioni note su di lui si immagina che, allo stesso modo di molti altri khan mongoli, Chimtay dovette affrontare delle tensioni interne, oltre che la summenzionata lotta politica con l'Orda Bianca. In ambito estero, mantenne rapporti diplomatici con le potenze vicine, come i principati russi e altri Stati successori dell'Impero mongolo. La sua epoca fu caratterizzata da incursioni militari e negoziati per mantenere il controllo sui territori. Inoltre, sotto di lui proseguì il mescolamento delle tradizioni nomadi mongole con quelle delle popolazioni stanziali soggette. Restò al comando dell'Orda fino all'anno della sua morte.

## Giudizio storiografico
Chimtay Khan è un esempio di come i khanati mongoli lottarono per mantenere la loro eredità in un periodo di frammentazione politica e culturale. Il suo regno, sebbene poco documentato, riflette le complessità di un'epoca in cui le potenze mongole cercavano di affermarsi in un mondo in rapido cambiamento.

## Genealogia
Chimtay era figlio di Mubarak Kwadja e nipote del Khan Ilbasan della stirpe di Orda Khan, per cui diretto discendente di Gengis Khan; ebbe due figli:
- Uros Khan
- Tuli Kwadja